# Bacău (hạt)
Bacău (/ba.'kəu/) là một hạt của România, ở Moldavia, thủ phủ là Bacău.

## Nhân khẩu
Năm 2002, hạt này có dân số 706.623 người với mật độ dân số là 113 người/km².
Cơ cấu dân tộc như sau:
- Người Romania - hơn 90%
- Người Hungari/Csángó - 0,7%
- người Roma.

Theo điều tra dân số năm 2002, người Csángó (tiếng Romania: Ceangăi) Hungaria có 5.100 dân (0,7%). Một số con số ước tính cho rằng con số là dân Csángós khoảng 70.000.
| Năm  | Dân số của hạt |
| ---- | -------------- |
| 1948 | 414.996        |
| 1956 | 507.937        |
| 1966 | 598.321        |
| 1977 | 667.791        |
| 1992 | 737.512        |
| 2002 | 706.623        |

## Địa lý
Hạt này có diện tích 6,621 km². Phía đông là các dãy núi thuộc nhóm các núi đông Carpathia. Các sông gồm sông Oituz và sông Trotuş.

### Các đơn vị giáp ranh
- Vaslui (hạt) về phía đông.
- Harghita (hạt) và Covasna (hạt) về phía tây.
- Neamţ (hạt) về phía bắc.
- Vrancea (hạt) về phía nam.

## Kinh tế
Hạt Bacău là một trong những khu vực công nghiệp hóa nhất thời quốc gia này còn thuộc quản lý của chính quyền cộng sản. Kể từ đó, đây vẫn là trung tâm công nghiệp quan trọng nhất của Moldavia. Ở đây có 2 nhà máy lọc dầu tại Oneşti và Dărmăneşti. Ngoài ra còn có các ngành khác như hóa chất, thực phẩm, vật liệu xây dựng, dệt, cơ khí, thiết bị hàng không.
In Bacău county there are important reserves of oil và salt. Also coal is exploited.

## Nhân vật
- Gabriela Adameşteanu
- Vasile Alecsandri
- George Bacovia
- Raluca Belciu
- Radu Beligan
- Nadia Comaneci
- Loredana Groza
- Alexandru Piru
- Ion Rotaru
- Marcus Solomon
- Ion Talianu
- Tristan Tzara
- Gabriela Vrânceanu Firea

## Phân chia đơn vị hành chính

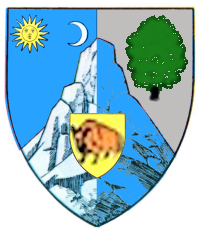
Huy hiệu sử dụng đến ngày 3/3/2008

Hạt này có 3 đô thị, 5 thị xã and 85 xã.

### Các đô thị
- Bacău
- Onești
- Moinești

### Thị xã
- Comănești
- Buhuși
- Dărmănești
- Târgu Ocna
- Slănic Moldova

### Các xã
| - Agăș - Ardeoani - Asău - Balcani - Berești-Bistrița - Berești-Tazlău - Berzunți - Bârsănești - Blăgești - Bogdănești - Brusturoasa - Buciumi - Buhoci - Cașin - Căiuți | - Cleja - Colonești - Corbasca - Coțofănești - Dămienești - Dealu Morii - Dofteana - Faraoani - Filipeni - Filipești - Găiceana - Ghimeș-Făget - Gârleni - Glăvănești - Gioseni | - Gura Văii - Helegiu - Hemeiuș - Huruiești - Horgești - Izvoru Berheciului - Itesti - Letea Veche - Lipova - Livezi - Luizi-Călugăra - Măgirești - Măgura - Mănăstirea Cașin - Mărgineni | - Motoșeni - Negri - Nicolae Bălcescu - Odobești - Oituz - Oncești - Orbeni - Palanca - Parava - Pâncești - Parincea - Pârgărești - Pârjol - Plopana - Podu Turcului | - Poduri - Prăjești - Racova - Răcăciuni - Răchitoasa - Roșiori - Sascut - Sănduleni - Sărata - Săucești - Scorțeni - Secuieni - Solonț - Stănișești - Strugari | - Ștefan cel Mare - Tamași - Tătărăști - Târgu Trotuș - Traian - Ungureni - Urechești - Valea Seacă - Vultureni - Zemeș |